# Rahal Letterman Lanigan Racing

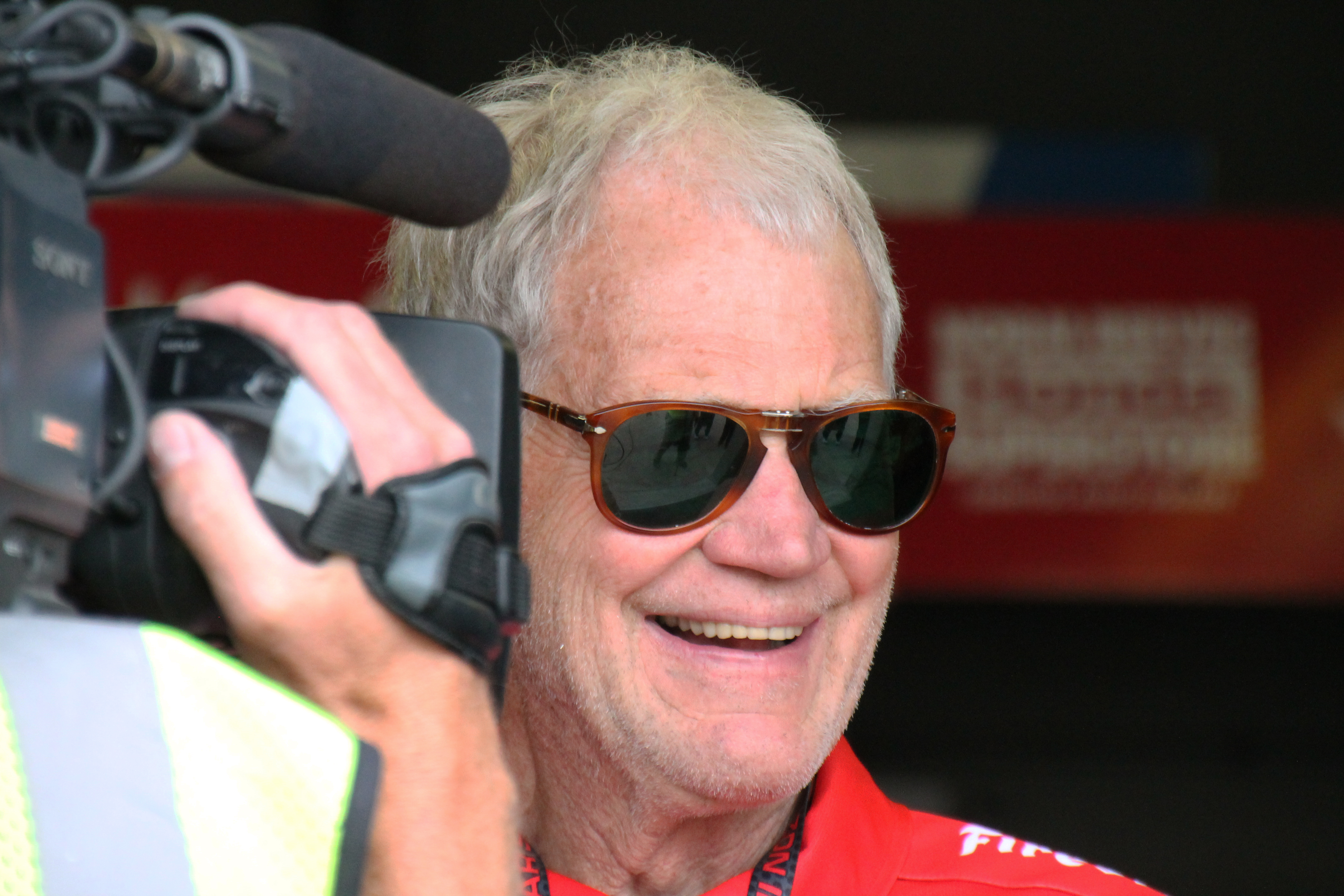
David Letterman, 2015

A Rahal Letterman Lanigan Racing (RLLR) é uma equipe de corrida automobilísticas que compete pela Indy Racing League. A equipe é uma co-propriedade do ex-piloto e vencedor das 500 Milhas de Indianápolis de 1986, Bobby Rahal, do comediante David Letterman, e de Mike Lanigan.
A equipe foi formada em 1992 para diputar a CART (2011 - Champ Car). A equipe permaneceu na categoria até 2003, quando transferiu-se para Indy Racing League.

## Pilotos

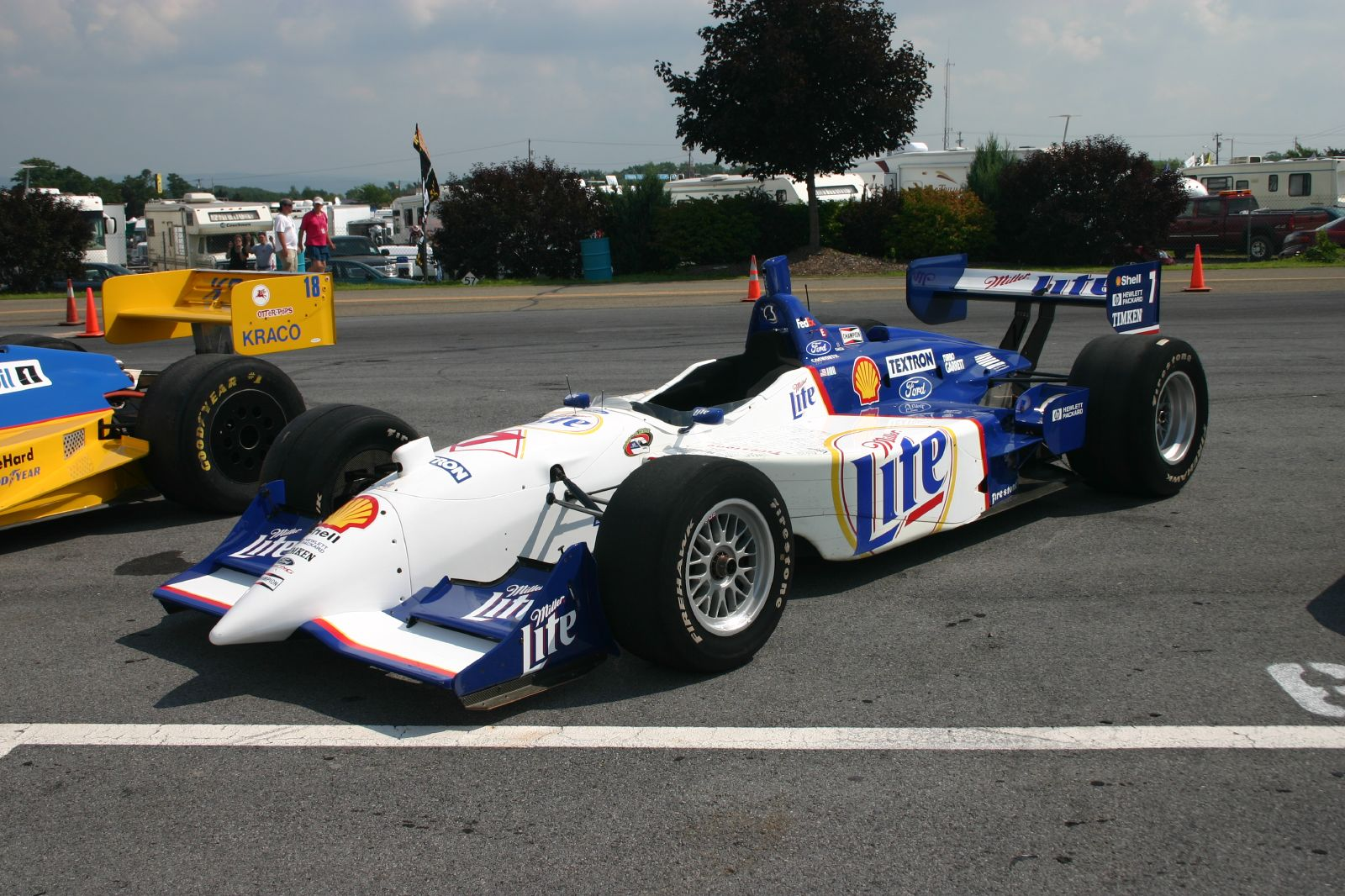
Carro da Rahal na CART em 1998.

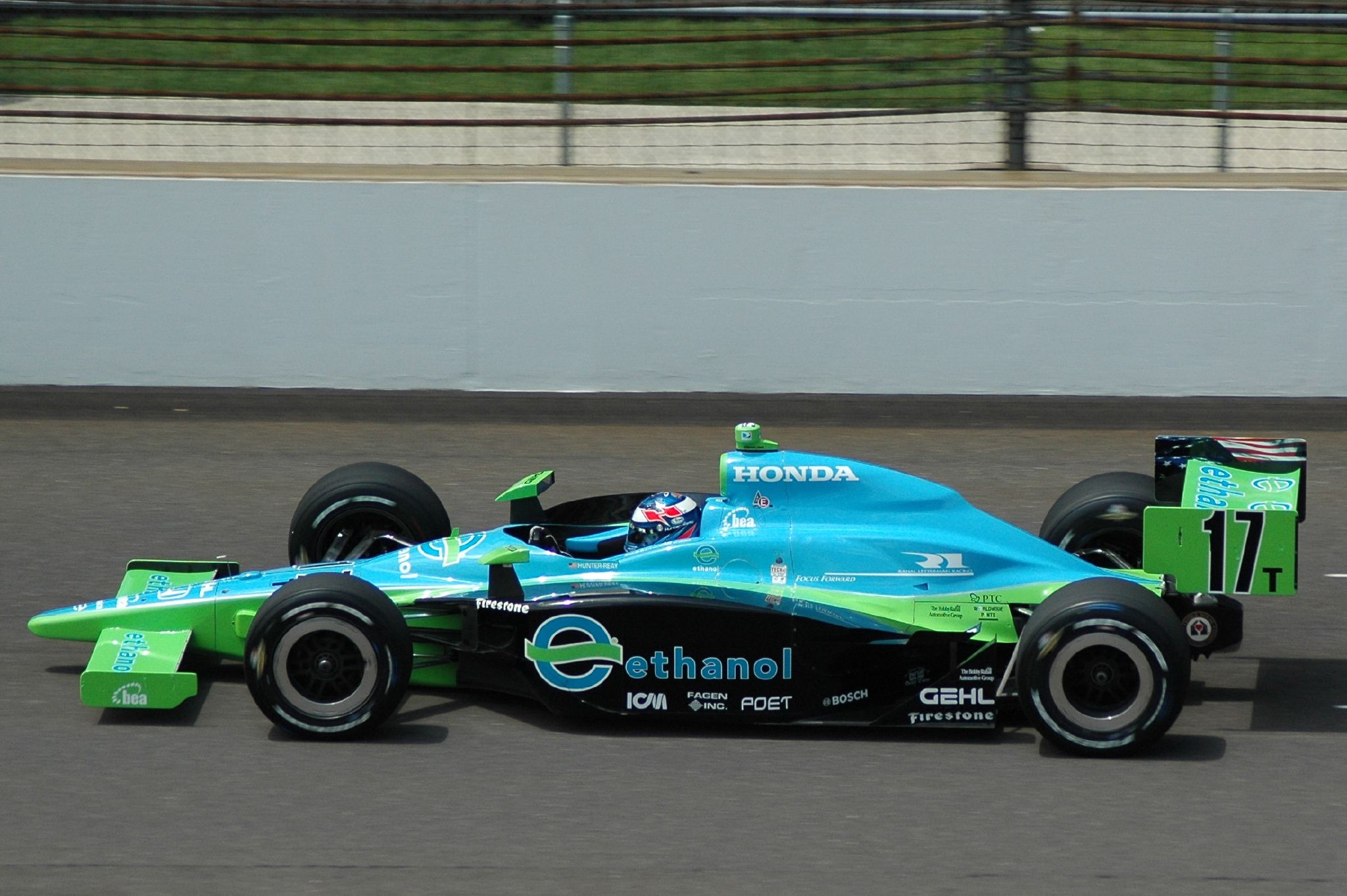
Carro da Rahal Letterman Lanigan Racing na IndyCar Series em 2008.

### Champ Car/CART
- Bobby Rahal (1992-1998)
- Mike Groff (1993-1994)
- Raul Boesel (1995)
- Kenny Bräck (2000-2001)
- Bryan Herta (1996-1999)
- Michel Jourdain, Jr. (2002-2003)
- Max Papis (1999-2001)
- Jimmy Vasser (2002)

### Indy Racing League

#### Atuais pilotos
- Scott Sharp
- Ryan Hunter-Reay

#### Outros
- Jeff Simmons
- Danica Patrick
- Buddy Rice
- Vitor Meira
- Kenny Bräck
- Roger Yasukawa
- Pietro Fittipaldi  (2024)

- Nota: Paul Dana, que morreu durante um treino no dia 26 de março de 2006, acabou não sendo oficialmente registrado na Indy Racing League como piloto da equipe.

## Ligações Externas
- (em inglês) Site oficial